# Reuzenhoek
Reuzenhoek (51° 20′ N, 3° 55′ L) é uma cidade dos Países Baixos, na província de Zelândia. Reuzenhoek pertence ao município de Terneuzen, e está situada a 28 km sudeste de Flessingue.
A área de Reuzenhoek, que também inclui as partes periféricas da cidade, bem como a zona rural circundante, tem uma população estimada em 150 habitantes.